# Вчимося навчати німецької
Deutsch lehren lernen (DLL), українською: Вчимося навчати німецької  – програма, спрямована на підвищення кваліфікації вчителів та викладачів німецької мови як іноземної, яку пропонує Goethe-Institut в Мюнхені та його регіональні представництва у всьому світі. Відповідно до заявленої мети програма первинно застосовується у сфері підвищення кваліфікації, проте в університетському середовищі ця програма слугує професійній підготовці  вчителів та викладачів німецької мови як іноземної.

## Історія
Програма DLL була ініційована експертною групою, яка в 2010 році за дорученням Goethe-Institut повинна була критично переглянути пропозиції щодо підвищення кваліфікації за останні 20 років в галузі викладання німецької як іноземної мови з метою використання у даному процесі новітніх наукових досягнень у царині дидактики, педагогічної професіоналізації та залучення потенціалу цифрових засобів навчання. Експертна група, що складалася з представниць та представників Goethe-Institut, а також Рурського університету (місто Бохум), Дармштадтського технічного університету, Гіссенського університету імені Юстуса Лібіха, Єнського університету імені Фрідріха Шиллера, отримала завдання розробити на основі експертних висновків навчальну програму з підвищення кваліфікації та супроводжувати створення відповідних матеріалів. Восени 2012 року у різних куточках світу розпочалося пілотування перших навчальних блоків.  2016 року світ побачив перші шість тематичних блоків, які стали основою базового пакету програми. Перші два блоки звертають увагу на головних учасників навчального процесу. З одного боку, це – вчителі та викладачі (блок 1), а з іншого – учні та студенти (блок 2). Фокус уваги авторів блоку 3  спрямовано на німецьку мову, яка є засобом комунікації та кінцевою метою вивчення на заняттях з німецької мови як іноземної. Базову програму доповнили ще три блоки, які були присвячені наступній тематиці: інтеракція як передумова мовної дії (блок 4), навчальні матеріали та засоби навчання (блок 4), а також основні засади навчальних програм й планування уроку (блок 6). З 2018 року програма DLL складається з 12 тематичних блоків.  

## Підхід і структура
Програма  DLL ставить в центр уваги викладачів та вчителів, їхній досвід та уявлення про навчання і викладання. Важливою передумовою успішного проходження блоків DLL є створення послідовного зв’язку з власним процесом викладання та прикладами занять, які проводять колеги, щоб дозволити залученим до програми педагогам висловлювати власну думку щодо викладання у різних навчальних контекстах. Зв’язок з процесом викладання підтримує аналіз широкого спектру коротких відеоуривків автентичних занять з німецької мови як іноземної (так званих навчальних наочних матеріалів у формі відеозаписів), які заохочують до відкритих дискусій про чужі й власні методи та стиль викладання. Дискусії відбуваються на основі відповідно сформульованих  завдань. Основний навчальний акцент спрямований на підтримку партнерського та кооперативного підходу до навчального процесу за допомогою застосування роботи в парах та невеликих групах, яка підтримується відповідними завданнями. Центральним елементом підвищення кваліфікації є практично-дослідницькі проєкти (Praxiserkundungsprojekte (PEP)). Ці проєкти розроблено на основі концепції діяльнісного навчання. Вони повинні підштовхнути учасників програми до осмислення та переоцінки власного навчального досвіду з метою здобуття нових професійних навичок. Основне завдання полягає не лише в тому, щоб в учасниць та учасників програми з’явилася мотивація спробувати себе в ролі дослідника власних та задокументованих на відео занять, але й щоб вони наважилися випробувати на занятті щось нове з погляду дидактики (див. також дослідницьке навчання). Фокусування на навчальному процесі, який залежить від особистості викладача та його досвіду, відбувається в рамках програми DLL із залученням дидактичних теорій та досліджень в галузі предметної методики. Класичні теми, як-от роль навичок чи граматика, інтегровані у відповідні тематичні блоки. Підхід базується на  використанні методу комунікативних задач  у викладанні іноземних мов  та на засадах комунікативно спрямованого заняття з іноземної мови.  
Результати, здобуті під час проходження тематичних блоків програми DLL, можуть оцінюватись шляхом зарахування кредитів у відповідності до Європейської системи трансферу оцінок ECTS. З цією метою створені умови для сертифікації акредитованими інституціями. Курси DLL пропонуються в онлайн-форматі, у змішаному форматі або у формі серії семінарів.   

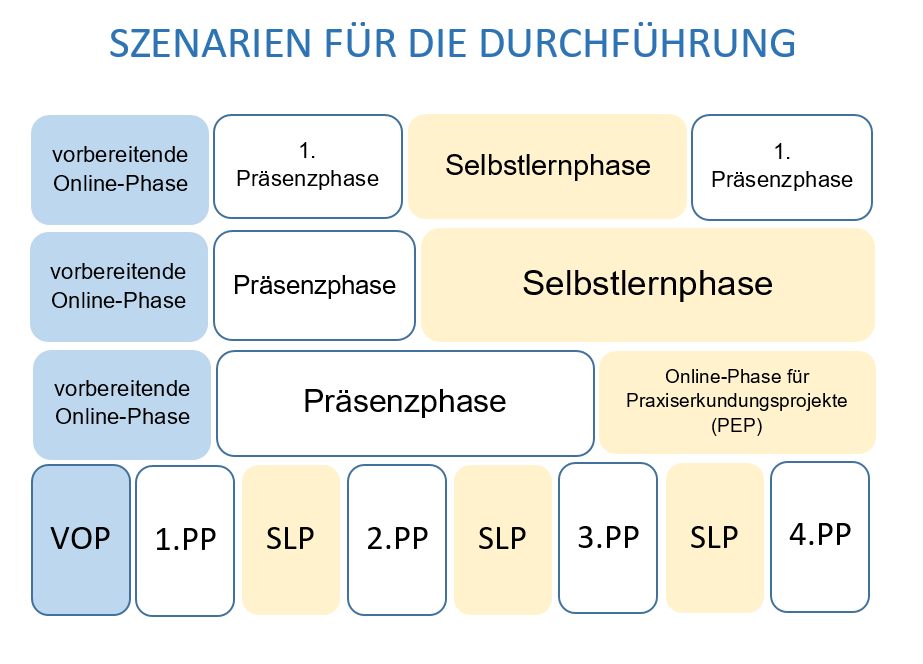
Сценарії реалізації

## Застосування

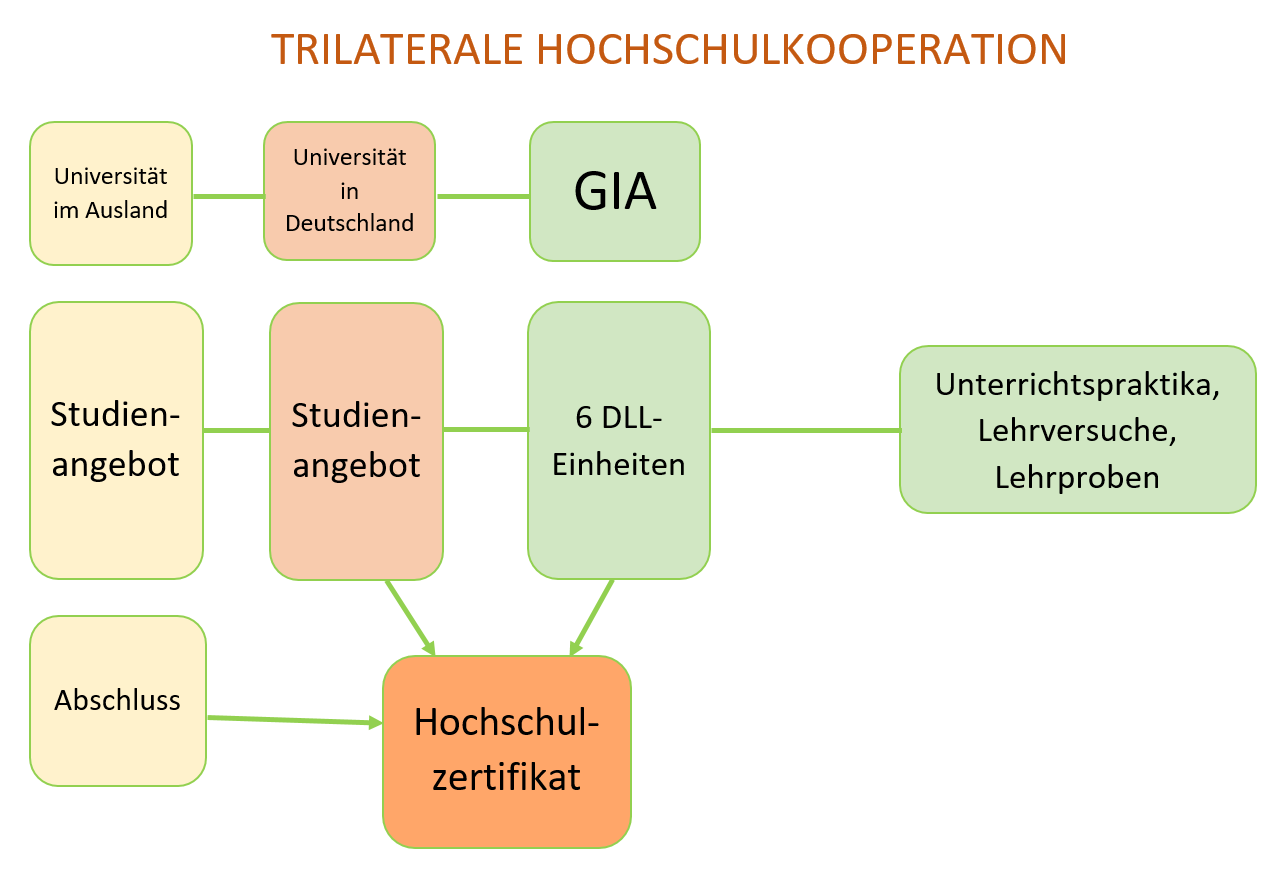
Тристороння університетська співпраця

DLL застосовується у всьому світі в різних закладах навчання та підвищення кваліфікації як складова програми фахової підготовки. Представництва Goethe-Institut пропонують DLL як кваліфікаційну програму. Численні університети інтегрують програму DLL у навчальну програму фахової підготовки майбутніх вчителів німецької мови як іноземної. Першою основною сферою застосування DLL була внутрішня програма підготовки викладачів, які працюють в Goethe-Institut, так званий «Зелений диплом», а також спільні освітні проєкти з закладами шкільної освіти в окремих країнах, в яких є представництва  Goethe-Institut. В цьому контексті були запропоновані більш ніж 3000 DLL-курсів (станом на кінець лютого 2020 року). Участь в онлайн-курсах з підвищення кваліфікації на основі серії DLL від Goethe-Institut брали майже 6000 викладачів та вчителів, 3500 з яких пройшли усі шість базових блоків (станом на кінець серпня 2019 року). У цілому світі до програми залучені понад 600 тренерок та тренерів (станом на лютий 2020 року). 

Другою сферою застосування серії DLL є її використання в рамках угоди про співпрацю із закладами вищої освіти. Ця серія є частиною навчального плану програм підготовки бакалаврів, магістрів та програм післядипломної освіти. Goethe-Institut уклав угоди про співпрацю з 48 університетами.  
DLL-СПІВПРАЦЯ ІЗ ЗАКЛАДАМИ ВИЩОЇ ОСВІТИ (станом на 03.09.2019) 
| №   | Країна                       | Місто                           | Університет |
| 1.  | Німеччина                    | Єна                             | Єнський університет імені Фрідріха Шиллера                                                                              |
| 2.  | Аргентина                    | Буенос- Айрес                   | Національний університет Місьйонес                                                                                      |
| 3.  | Боснія і Герцеговина         | Тузла                           | Університет Тузли |
| 4.  | Бразилія                     | Салвадор                        | Федеральний університет штату Баїя                                                                                      |
| 5.  | Болгарія                     | Стара Загора                    | Фракійський університет                                                                                                 |
| 6.  | Болгарія                     | Софія                           | Новий болгарський університет                                                                                           |
| 7.  | Китай                        | Гуанчжоу                        | Гуандунський університет іноземних досліджень                                                                           |
| 8.  | Китай                        | Пекін                           | Пекінський міжнародний дослідницький університет                                                                        |
| 9.  | Китай                        | Сіань                           | Сіанський університет іноземних мов [Архівовано 10 липня 2020 у Wayback Machine.]                                       |
| 10. | Китай                        | Ханчжоу                         | Ханчжоуський міжнародний дослідницький університет [Архівовано 28 липня 2020 у Wayback Machine.]                        |
| 11. | Китай                        | Чунцін                          | Сичуанський університет іноземних мов                                                                                   |
| 12. | Данія                        | Хадерслев                       | Університетський коледж Південна Данія                                                                                  |
| 13. | Грузія                       | Тбілісі                         | Державний університет Іллі                                                                                              |
| 14. | Італія                       | Мілан                           | Міланський університет                                                                                                  |
| 15. | Південна Корея               | Сеул                            | Університет іноземних мов Ханґук                                                                                        |
| 16. | Північна Македонія           | Скоп’є                          | Університет св. Кирила і Мефодія                                                                                        |
| 17. | Румунія                      | Бухарест                        | Бухарестський університет                                                                                               |
| 18. | Румунія                      | Констанца                       | Університет Овідія |
| 19. | Росія                        | Красноярськ                     | Красноярський державний педагогічний університет [Архівовано 3 квітня 2022 у Wayback Machine.]                          |
| 20. | Росія                        | Казань                          | Казанський федеральний університет                                                                                      |
| 21. | Росія                        | Іжевськ / Удмуртська Республіка | Удмуртський державний університет                                                                                       |
| 22. | Росія                        | Новосибірськ                    | Новосибірський державний університет                                                                                    |
| 23. | Росія                        | Омськ                           | Омський державний педагогічний університет                                                                              |
| 24. | Росія                        | Абакан / Республіка Хакасія     | Хакаський державний університет                                                                                         |
| 25. | Росія                        | Тюмень                          | Тюменський державний університет                                                                                        |
| 26. | Росія                        | Волгоград                       | Волгоградський державний соціально-педагогічний університет                                                             |
| 27. | Росія                        | Оренбург                        | Оренбурзький державний університет                                                                                      |
| 28. | Росія                        | Ростов-на-Дону                  | Південний федеральний університет                                                                                       |
| 29. | Росія                        | Саратов                         | Саратовський державний університет                                                                                      |
| 30. | Росія                        | Москва                          | Московський державний університет імені М. В. Ломоносова                                                                |
| 31. | Росія                        | Єкатеринбурґ                    | Уральський державний педагогічний університет [Архівовано 26 червня 2020 у Wayback Machine.]                            |
| 32. | Росія                        | Нижній Новгород                 | Нижньогородський державний педагогічний університет імені Козьми Мініна [Архівовано 21 вересня 2020 у Wayback Machine.] |
| 33. | Росія                        | Архангельськ                    | Північний (Арктичний) федеральний університет [Архівовано 6 серпня 2020 у Wayback Machine.]                             |
| 34. | Росія                        | Саранськ / Республіка Мордовія  | Мордовський державний педагогічний інститут імені М.Є.Євсев'єва [Архівовано 4 лютого 2020 у Wayback Machine.]           |
| 35. | Швеція                       | Уппсала                         | Уппсальський університет                                                                                                |
| 36. | Таїланд                      | Бангкок                         | Університет Рамакхамхаєнг                                                                                               |
| 37. | Чехія                        | Опава                           | Сілезький університет в Опаві                                                                                           |
| 38. | Чехія                        | Усті-над-Лабем                  | Університет Яна Евангеліста Пуркинє в Усті над Лабем                                                                    |
| 39. | Сполучене королівство, Уельс | Кардіфф                         | Кардіффський університет                                                                                                |
| 40. | Україна                      | Маріуполь                       | Маріупольський державний університет                                                                                    |
| 41. | Україна                      | Вінниця                         | Вінницький державний педагогічний університет імені Михайла Коцюбинського                                               |
| 42. | Україна                      | Ніжин                           | Ніжинський державний університет імені Миколи Гоголя                                                                    |
| 43. | Україна                      | Рівне                           | Рівненський державний гуманітарний університет                                                                          |
| 44. | Україна                      | Київ                            | Київський національний університет імені Тараса Шевченка                                                                |
| 45. | Україна                      | Кам’янець-Подільський           | Кам'янець-Подільський національний університет імені Івана Огієнка                                                      |
| 46. | Україна                      | Запоріжжя                       | Запорізький національний університет                                                                                    |
| 47. | Україна                      | Тернопіль                       | Тернопільський національний педагогічний університет імені Володимира Гнатюка                                           |
| 48. | Україна                      | Львів                           | Львівський національний університет імені Івана Франка                                                                  |

## Дослідження
Теоретичне підґрунтя серії DLL відображене у багатьох публікаціях, а сама програма посіла своє чільне місце в дослідженнях в царині педагогічної професіоналізації, проте до сьогодні існують лише поодинокі емпіричні дані щодо використання DLL в різних сценаріях застосування. Однак доведено, що саме практично-дослідницькі проєкти (Praxiserkundungsprojekte (PEP)) сприймаються учасницями та учасниками програми як та її частина, котра мотивує до подолання нового професійного виклику. Перші результати вказують на те, що учасниці та учасники високо цінують потенціал спільної роботи над практично-дослідницькими проєктами (Praxiserkundungsprojekte (PEP)). Водночас комунікація та обмін ідеями під час такої роботи може викликати певні труднощі, подолання яких вимагає постійної підтримки з боку інших членів проєктної групи та тренерів. Особливо часто такі складнощі виникають при формулюванні питання, яке планується дослідити під час проведення власного уроку, а також під час узгодження відповідних дослідницьких прийомів та підходів. Аналіз PEP-документацій доводить, що незалежно від культурного контексту участь в програмі сприяє рефлексії щодо процесу викладання та викладацької діяльності. Натомість зрозумілим є той факт, що саме на початку проходження курсу з підвищення кваліфікації учасницям та учасникам складно описати власну роль як викладача в межах  PEP-документацій.       